# Тиберий Оклаций Север
Тиберий Оклаций Север (на латински: Tiberius Oclatius Severus) е политик и сенатор на Римската империя през 2 век.
През 160 г. той е суфектконсул заедно с Ниний Хастиан.